# Rue Romarin
La  rue Romarin est une voie du quartier des pentes de la Croix-Rousse dans le 1er arrondissement de Lyon, en France.

## Situation et accès
La rue débute sur la place Croix-Paquet et aboutit place des Terreaux. Les rues Désirée, Teraille et Saint-Polycarpe commencent sur cette voie tandis que les rues Sainte-Catherine et Coustou s'y terminent.
La circulation est dans le sens inverse de la numérotation et à double-sens cyclable.

## Origine du nom
La rue doit son nom à une enseigne sur laquelle était dessinée une branche de romarin.

## Histoire
C'est une rue assez ancienne dont on possède des traces depuis le XVIe siècle. Elle porte au début le nom de rue de la côte du Griffon puis rue de la Glacière car une glacière se trouvait dans la cour de la maison du N°13. Elle prend le nom de rue Romarin au XIXe siècle, ce qui est attesté en 1854.